# Lichenophanes weissi
Lichenophanes weissi är en skalbaggsart som beskrevs av Pierre Lesne 1908. Lichenophanes weissi ingår i släktet Lichenophanes och familjen kapuschongbaggar. Inga underarter finns listade i Catalogue of Life.

## Bildgalleri

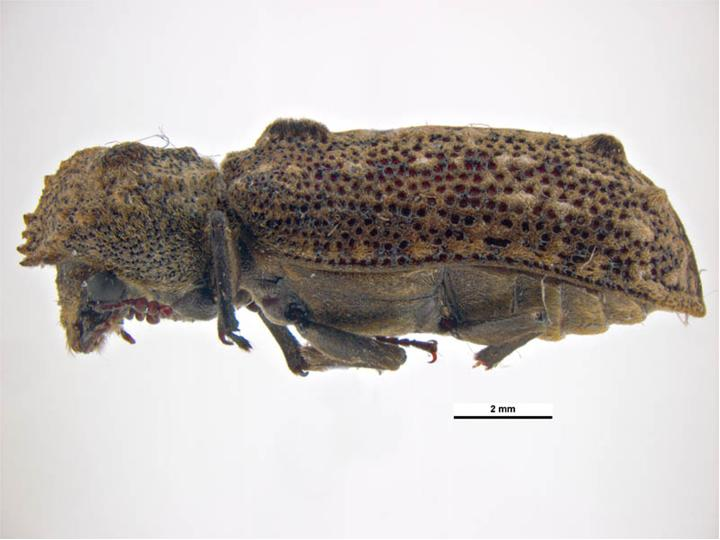